# 亞歷山大·范德格里夫特
亞歷山大·阿切·范德格里夫特（英語：Alexander Archer Vandegrift，1887年3月13日-1973年5月8日），或譯「范德桂」，是美國海軍陸戰隊上將和司令，在第二次世界大戰中的瓜達爾卡納爾島戰役，他指揮海軍陸戰隊第1師進行地面進攻。在所羅門群島戰役他獲得了榮譽勳章。范德格里夫特後來擔任第18屆美国海军陆战队司令，並且是美國海軍陸戰第一位晉升上將階級的將官。

## 生平
1941年11月，他在帳篷指揮美國第1海軍陸戰師在瓜達爾卡納爾島指挥戰役。他在1942年3月晉升少將，并作为美國陸戰一師師長離開美國海岸前往南太平洋地區。1942年8月7日，在所羅門群島，他率領陸戰一師第一次進攻日本帝國的大規模行動。作為海陸1師師長指揮瓜達爾卡納爾島軍事行動，在所羅門群島進攻圖拉吉、吉沃圖，因功獲授海軍十字勳章，從1942年8月7日到12月9日因為他的指揮和防禦，獲得了榮譽勳章。
1943年7月，他在奧古斯塔皇后灣北部，布幹維爾島，所羅門群島擔任第1海陸兩栖軍的軍長。1943年11月1日。在建立初期的灘頭陣地，他後來放棄了命令並返回華盛頓哥倫比亞特區司令。
范德格里夫特他在1944年1月1日以中將階級宣誓就任第18位海軍陸戰隊司令。1945年4月4日，他晉升為上將。
1947年6月美国海军陆战队司令范特格里甫特在没有中方原告、中方证人、中方律师出庭并毫不知晓的情况下作出，宣称沈崇案被告人皮尔逊之罪行难以成立准予释放。华北学生联合会1947年6月29日致函美国政府指出：“此种措施不仅损毁美国法律精神，且为轻视中国民命，包庇罪行之公开表示……深盼贵国政府尊重法律，执行已判之徒刑……”。北大校长胡适急电美国驻华大使司徒雷登，表示震惊。中华民国外交部也表示抗议，要求“维持原判，予以执行”。
1973年5月8日，范德格里夫特在在馬里蘭州贝塞斯达的國家海軍醫療中心病逝，於1973年5月10日葬于阿靈頓國家公墓。

## 荣誉

### 外国勋章奖章
- 特种大绶宝鼎勋章（中华民国，1946年2月10日批准[1]）

| A light blue ribbon with five white five pointed stars |                                                       |             | Bronze star |
| Bronze star                                            | Bronze star · Bronze star · Bronze star               |             |             |
| Bronze star                                            | Bronze star                                           |             |             |
|                                                        | Bronze star · Bronze star · Bronze star · Bronze star |             |             |
|                                                        |                                                       |             |             |
|                                                        |                                                       | Silver star |             |